# Mistrovství světa v judu 2015 – ženy – superlehká váha (-48 kg)
Zápasy v judu na XL. mistrovství světa v kategorii superlehkých vah žen proběhly v Astaně, 24. srpna 2015.

## Finále
| finále          |                |
| --------------- | -------------- |
| Haruna Asamiová | Paula Paretová |
| Paula Paretová  | Paula Paretová |

## Opravy / O bronz
Poražení čtvrtfinalisté se utkávají mezi sebou v opravách. Vítězové oprav následně vyzvou poražené semifinalisty v boji o bronzovou medaili.
| opravy              | o bronz             |               |
| ------------------- | ------------------- | ------------- |
| Maryna Čerňaková    | Maryna Čerňaková    | Čong Po-kjong |
| Monica Ungureanuová | Maryna Čerňaková    | Čong Po-kjong |
|                     | Čong Po-kjong       | Čong Po-kjong |
| Éva Csernoviczkiová | Ami Kondóová        | Ami Kondóová  |
| Ami Kondóová        | Ami Kondóová        | Ami Kondóová  |
|                     | Nathalia Brigidaová | Ami Kondóová  |

## Pavouk
|   | 1/64                 | 1/32                       | 1/16                       | čtvrtfinále         | semifinále          | finále          |
| - | -------------------- | -------------------------- | -------------------------- | ------------------- | ------------------- | --------------- |
| A | volný los            | Mönchbatyn Uranceceg       | Mönchbatyn Uranceceg       | Haruna Asamiová     | Haruna Asamiová     | Haruna Asamiová |
| A | volný los            | Mönchbatyn Uranceceg       | Mönchbatyn Uranceceg       | Haruna Asamiová     | Haruna Asamiová     | Haruna Asamiová |
| A | Sie Š'-š'            | Sie Š'-Š'                  | Mönchbatyn Uranceceg       | Haruna Asamiová     | Haruna Asamiová     | Haruna Asamiová |
| A | Nodira Gulovová      | Sie Š'-Š'                  | Mönchbatyn Uranceceg       | Haruna Asamiová     | Haruna Asamiová     | Haruna Asamiová |
| A | volný los            | Šira Rišonyová             | Haruna Asamiová            | Haruna Asamiová     | Haruna Asamiová     | Haruna Asamiová |
| A | volný los            | Šira Rišonyová             | Haruna Asamiová            | Haruna Asamiová     | Haruna Asamiová     | Haruna Asamiová |
| A | volný los            | Haruna Asamiová            | Haruna Asamiová            | Haruna Asamiová     | Haruna Asamiová     | Haruna Asamiová |
| A | volný los            | Haruna Asamiová            | Haruna Asamiová            | Haruna Asamiová     | Haruna Asamiová     | Haruna Asamiová |
| A | volný los            | Maryna Čerňaková           | Maryna Čerňaková           | Maryna Čerňaková    | Haruna Asamiová     | Haruna Asamiová |
| A | volný los            | Maryna Čerňaková           | Maryna Čerňaková           | Maryna Čerňaková    | Haruna Asamiová     | Haruna Asamiová |
| A | Priscilla Morandová  | Dayaris Mestreová          | Maryna Čerňaková           | Maryna Čerňaková    | Haruna Asamiová     | Haruna Asamiová |
| A | Dayaris Mestreová    | Dayaris Mestreová          | Maryna Čerňaková           | Maryna Čerňaková    | Haruna Asamiová     | Haruna Asamiová |
| A | volný los            | Alesja Kuzněcovová         | Alexandra Podrjadovová     | Maryna Čerňaková    | Haruna Asamiová     | Haruna Asamiová |
| A | volný los            | Alesja Kuzněcovová         | Alexandra Podrjadovová     | Maryna Čerňaková    | Haruna Asamiová     | Haruna Asamiová |
| A | volný los            | Alexandra Podrjadovová     | Alexandra Podrjadovová     | Maryna Čerňaková    | Haruna Asamiová     | Haruna Asamiová |
| A | volný los            | Alexandra Podrjadovová     | Alexandra Podrjadovová     | Maryna Čerňaková    | Haruna Asamiová     | Haruna Asamiová |
| B | volný los            | Taciana Limaová            | Dilara Lokmanhekimová      | Nathalia Brigidaová | Nathalia Brigidaová | Haruna Asamiová |
| B | volný los            | Taciana Limaová            | Dilara Lokmanhekimová      | Nathalia Brigidaová | Nathalia Brigidaová | Haruna Asamiová |
| B | volný los            | Dilara Lokmanhekimová      | Dilara Lokmanhekimová      | Nathalia Brigidaová | Nathalia Brigidaová | Haruna Asamiová |
| B | volný los            | Dilara Lokmanhekimová      | Dilara Lokmanhekimová      | Nathalia Brigidaová | Nathalia Brigidaová | Haruna Asamiová |
| B | Nathalia Brigidaová  | Nathalia Brigidaová        | Nathalia Brigidaová        | Nathalia Brigidaová | Nathalia Brigidaová | Haruna Asamiová |
| B | Kristina Budeskuová  | Nathalia Brigidaová        | Nathalia Brigidaová        | Nathalia Brigidaová | Nathalia Brigidaová | Haruna Asamiová |
| B | volný los            | Anara Žumaliová            | Nathalia Brigidaová        | Nathalia Brigidaová | Nathalia Brigidaová | Haruna Asamiová |
| B | volný los            | Anara Žumaliová            | Nathalia Brigidaová        | Nathalia Brigidaová | Nathalia Brigidaová | Haruna Asamiová |
| B | volný los            | Monica Ungureanuová        | Monica Ungureanuová        | Monica Ungureanuová | Nathalia Brigidaová | Haruna Asamiová |
| B | volný los            | Monica Ungureanuová        | Monica Ungureanuová        | Monica Ungureanuová | Nathalia Brigidaová | Haruna Asamiová |
| B | Leandra Freitasová   | Valentina Moscattová       | Monica Ungureanuová        | Monica Ungureanuová | Nathalia Brigidaová | Haruna Asamiová |
| B | Valentina Moscattová | Valentina Moscattová       | Monica Ungureanuová        | Monica Ungureanuová | Nathalia Brigidaová | Haruna Asamiová |
| B | volný los            | Asaramanitra Ratiarisonová | Asaramanitra Ratiarisonová | Monica Ungureanuová | Nathalia Brigidaová | Haruna Asamiová |
| B | volný los            | Asaramanitra Ratiarisonová | Asaramanitra Ratiarisonová | Monica Ungureanuová | Nathalia Brigidaová | Haruna Asamiová |
| B | volný los            | Abigail Chindeleová        | Asaramanitra Ratiarisonová | Monica Ungureanuová | Nathalia Brigidaová | Haruna Asamiová |
| B | volný los            | Abigail Chindeleová        | Asaramanitra Ratiarisonová | Monica Ungureanuová | Nathalia Brigidaová | Haruna Asamiová |
| C | volný los            | Paula Paretová             | Paula Paretová             | Paula Paretová      | Paula Paretová      | Paula Paretová  |
| C | volný los            | Paula Paretová             | Paula Paretová             | Paula Paretová      | Paula Paretová      | Paula Paretová  |
| C | Văn Ngọc Tú          | Văn Ngọc Tú                | Paula Paretová             | Paula Paretová      | Paula Paretová      | Paula Paretová  |
| C | Tatiana Osojanuová   | Văn Ngọc Tú                | Paula Paretová             | Paula Paretová      | Paula Paretová      | Paula Paretová  |
| C | volný los            | Sarah Menezesová           | Charline Van Snicková      | Paula Paretová      | Paula Paretová      | Paula Paretová  |
| C | volný los            | Sarah Menezesová           | Charline Van Snicková      | Paula Paretová      | Paula Paretová      | Paula Paretová  |
| C | volný los            | Charline Van Snicková      | Charline Van Snicková      | Paula Paretová      | Paula Paretová      | Paula Paretová  |
| C | volný los            | Charline Van Snicková      | Charline Van Snicková      | Paula Paretová      | Paula Paretová      | Paula Paretová  |
| C | volný los            | Éva Csernoviczkiová        | Éva Csernoviczkiová        | Éva Csernoviczkiová | Paula Paretová      | Paula Paretová  |
| C | volný los            | Éva Csernoviczkiová        | Éva Csernoviczkiová        | Éva Csernoviczkiová | Paula Paretová      | Paula Paretová  |
| C | Diana Cobosová       | Diana Cobosová             | Éva Csernoviczkiová        | Éva Csernoviczkiová | Paula Paretová      | Paula Paretová  |
| C | Milica Nikolićová    | Diana Cobosová             | Éva Csernoviczkiová        | Éva Csernoviczkiová | Paula Paretová      | Paula Paretová  |
| C | volný los            | Violeta Dumitruová         | Violeta Dumitruová         | Éva Csernoviczkiová | Paula Paretová      | Paula Paretová  |
| C | volný los            | Violeta Dumitruová         | Violeta Dumitruová         | Éva Csernoviczkiová | Paula Paretová      | Paula Paretová  |
| C | volný los            | Mukaddas Kubejevová        | Violeta Dumitruová         | Éva Csernoviczkiová | Paula Paretová      | Paula Paretová  |
| C | volný los            | Mukaddas Kubejevová        | Violeta Dumitruová         | Éva Csernoviczkiová | Paula Paretová      | Paula Paretová  |
| D | volný los            | Ami Kondóová               | Ami Kondóová               | Ami Kondóová        | Čong Po-kjong       | Paula Paretová  |
| D | volný los            | Ami Kondóová               | Ami Kondóová               | Ami Kondóová        | Čong Po-kjong       | Paula Paretová  |
| D | Kumušaj Saskejevová  | Irina Dolgovová            | Ami Kondóová               | Ami Kondóová        | Čong Po-kjong       | Paula Paretová  |
| D | Irina Dolgovová      | Irina Dolgovová            | Ami Kondóová               | Ami Kondóová        | Čong Po-kjong       | Paula Paretová  |
| D | volný los            | Kim Sol-mi                 | Edna Carrillová            | Ami Kondóová        | Čong Po-kjong       | Paula Paretová  |
| D | volný los            | Kim Sol-mi                 | Edna Carrillová            | Ami Kondóová        | Čong Po-kjong       | Paula Paretová  |
| D | volný los            | Edna Carrillová            | Edna Carrillová            | Ami Kondóová        | Čong Po-kjong       | Paula Paretová  |
| D | volný los            | Edna Carrillová            | Edna Carrillová            | Ami Kondóová        | Čong Po-kjong       | Paula Paretová  |
| D | volný los            | Julia Figueroaová          | Julia Figueroaová          | Čong Po-kjong       | Čong Po-kjong       | Paula Paretová  |
| D | volný los            | Julia Figueroaová          | Julia Figueroaová          | Čong Po-kjong       | Čong Po-kjong       | Paula Paretová  |
| D | Amandine Buchardová  | Amandine Buchardová        | Julia Figueroaová          | Čong Po-kjong       | Čong Po-kjong       | Paula Paretová  |
| D | Ebru Şahinová        | Amandine Buchardová        | Julia Figueroaová          | Čong Po-kjong       | Čong Po-kjong       | Paula Paretová  |
| D | volný los            | Galbadrachyn Otgonceceg    | Čong Po-kjong              | Čong Po-kjong       | Čong Po-kjong       | Paula Paretová  |
| D | volný los            | Galbadrachyn Otgonceceg    | Čong Po-kjong              | Čong Po-kjong       | Čong Po-kjong       | Paula Paretová  |
| D | volný los            | Čong Po-kjong              | Čong Po-kjong              | Čong Po-kjong       | Čong Po-kjong       | Paula Paretová  |
| D | volný los            | Čong Po-kjong              | Čong Po-kjong              | Čong Po-kjong       | Čong Po-kjong       | Paula Paretová  |